# 通用機槍

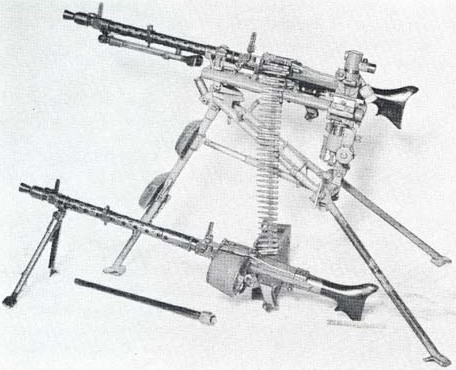
MG34通用機槍是世界上第一種被定位為通用機槍的中型機槍，使用彈鏈供彈，可快速更換槍管。

通用機槍，也叫轻重两用机枪，是一種多用途的機槍，可執行輕機槍及中型機槍的任務，採輕型機槍設定時，可由單人攜帶。近代的通用機槍採用氣冷式設計，發射7.62×51 NATO或7.62×54R中口徑全威力彈藥，附有兩腳架亦可架設在三腳架上或車輛上。

## 歷史
丹麦生产的麥德森輕機槍首创通用机枪的原型，但由于麦德森机枪采用弹匣供弹，多数被用作轻机枪。在槍枝重量尺寸上雖然麥德森輕機槍可說是通用機槍的先河，但是在編制上丹麥皇家陸軍並沒有為此整合步兵班與排用自動槍械的設計，因此並不具備通用機槍的彈性。
在一戰之后，由於凡爾賽條約中規定德國軍隊不得擁有重机枪（当时对重机枪的定义是使用彈鏈供彈，有三脚架，水冷而能长时间射击的機關槍），為了迴避條約的規定以及降低西方國家的質疑，德國受麥德森輕機槍的启发，研發得以進行長時間連射而重量輕於以往重機槍的新型機槍；研發的成果首先於1926年採用了MG13並確定了通用機槍的研發路線；隨後於1934年制造了MG34通用機槍（Maschinengewehr 34），一種多用途的中口徑機槍，取代MG08及MG15，MG34採用氣冷設計、彈鏈以及彈鼓的選擇式供彈、可快速更換槍管、附有兩腳架以及仿自麦德森机枪的软式三腳架，使用兩腳架時，MG34是一挺可伴隨步兵班進行推進之輕機槍，但裝設在三腳架或是車輛槍架時即可成為重機槍使用，可進行面打擊或是防空機槍使用，用途廣泛。
二戰時期，德軍於步兵單位以及車輛上裝備的MG34在戰場上效果良好，深受士兵愛戴，後來更以MG34改良出MG42，MG42更是二戰中最具作戰能力的通用機槍。
由于德国MG34通用機槍是二战著名武器，因此很多人定性其为第一种通用机枪。
二戰後，同盟國接受了MG34與MG42的技術和戰術概念，並吸收它們的技術構想與思維打造本國所使用的通用機槍。1960年代誕生的FN MAG（MAG-58）、MG3、PK／PKM亦是著名的通用機槍之一，在各國軍隊中最為常見。由於美國主導西方國家全面接受7.62×51mm_NATO規格彈藥，西方國家的通用機槍在冷戰中期以前都是以該規格子彈為主要運用彈種。
美國對於通用機槍的知識吸收與內化時間較慢，至1950年代後期才研發出M60通用機槍，至1970年代才汰換白朗寧M1919中型機槍血統的車載機槍，全面換用MAG的授權版M240通用機槍，然而M60技術始終無法讓美軍步兵所肯定，至1980年代隨著步兵槍械全面中間型威力槍彈化，引進比利時設計的FN_Minimi輕機槍製造授權，以M249班用自動武器名稱量產，轉向全面5.56公厘子彈的規格。
總括而言，通用機槍就是可由單人攜帶、氣泠設計、彈鏈或彈鼓等具有持續射擊供彈來源、有快拆槍管更換設計、附有兩腳架，亦可裝在三腳架上或車輛上的機槍。

## 图片

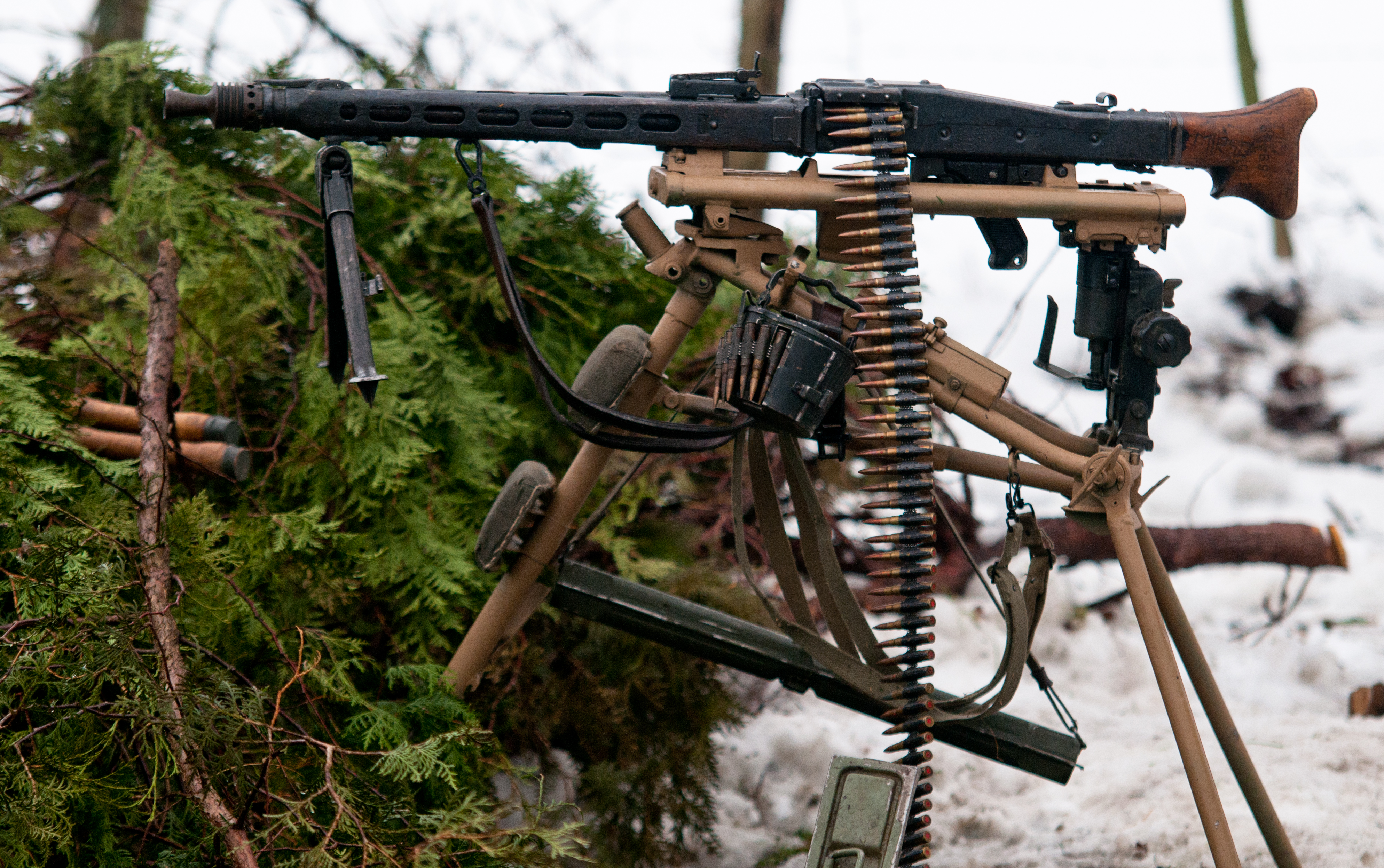
二戰時期德國製造的MG42通用機槍
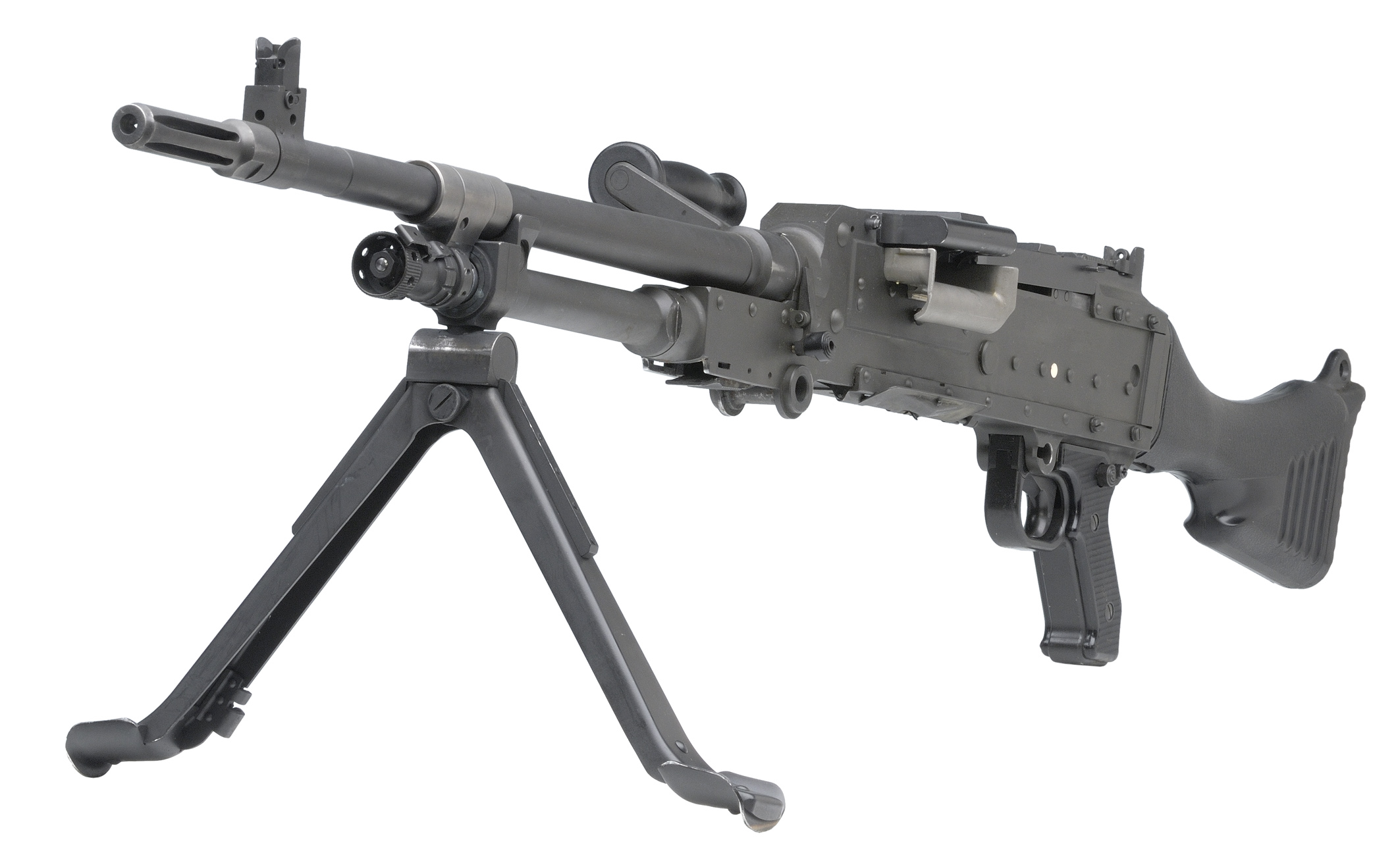
比利時制造的FN MAG通用機槍。
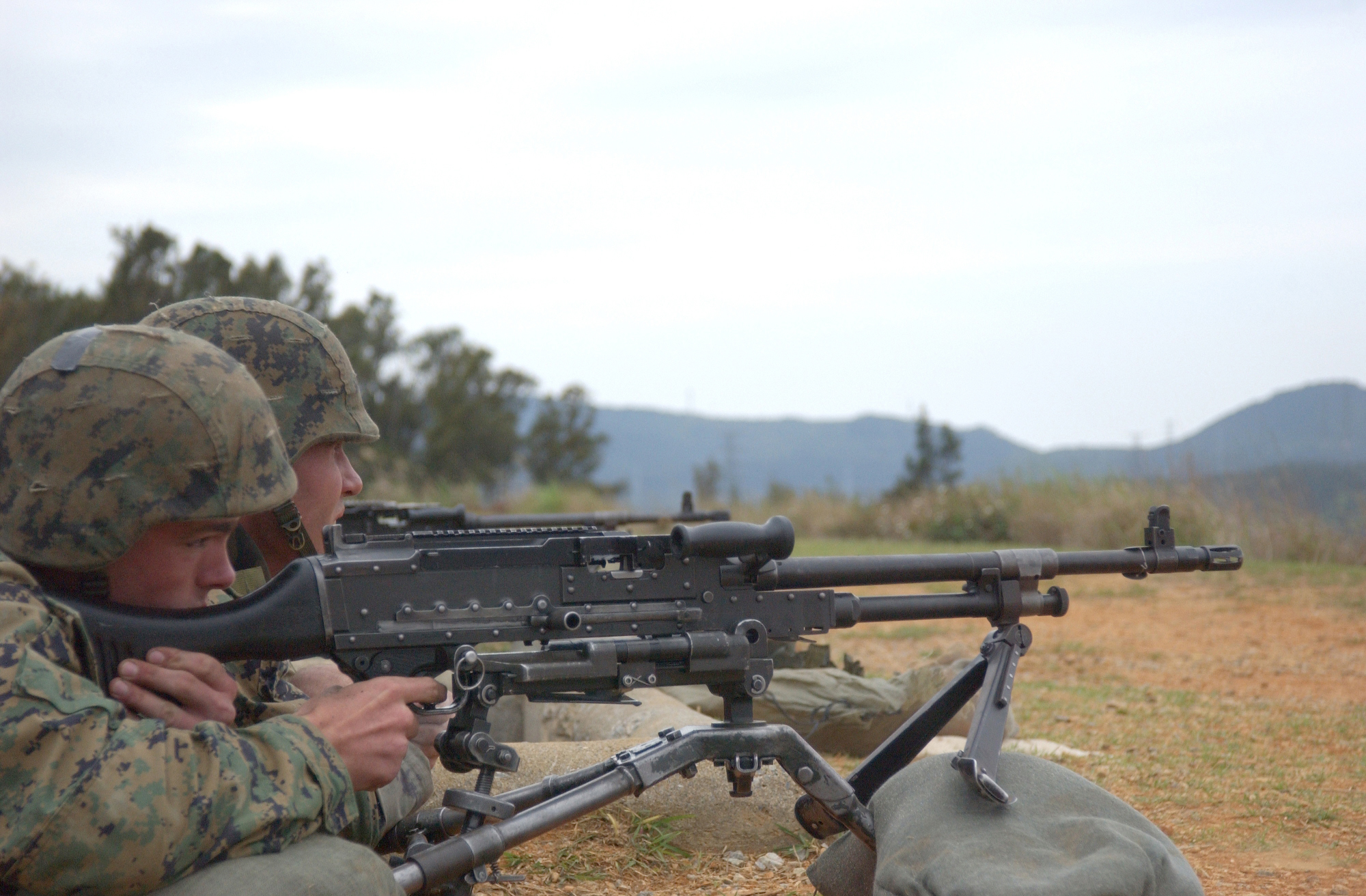
美軍的M240G通用機槍。
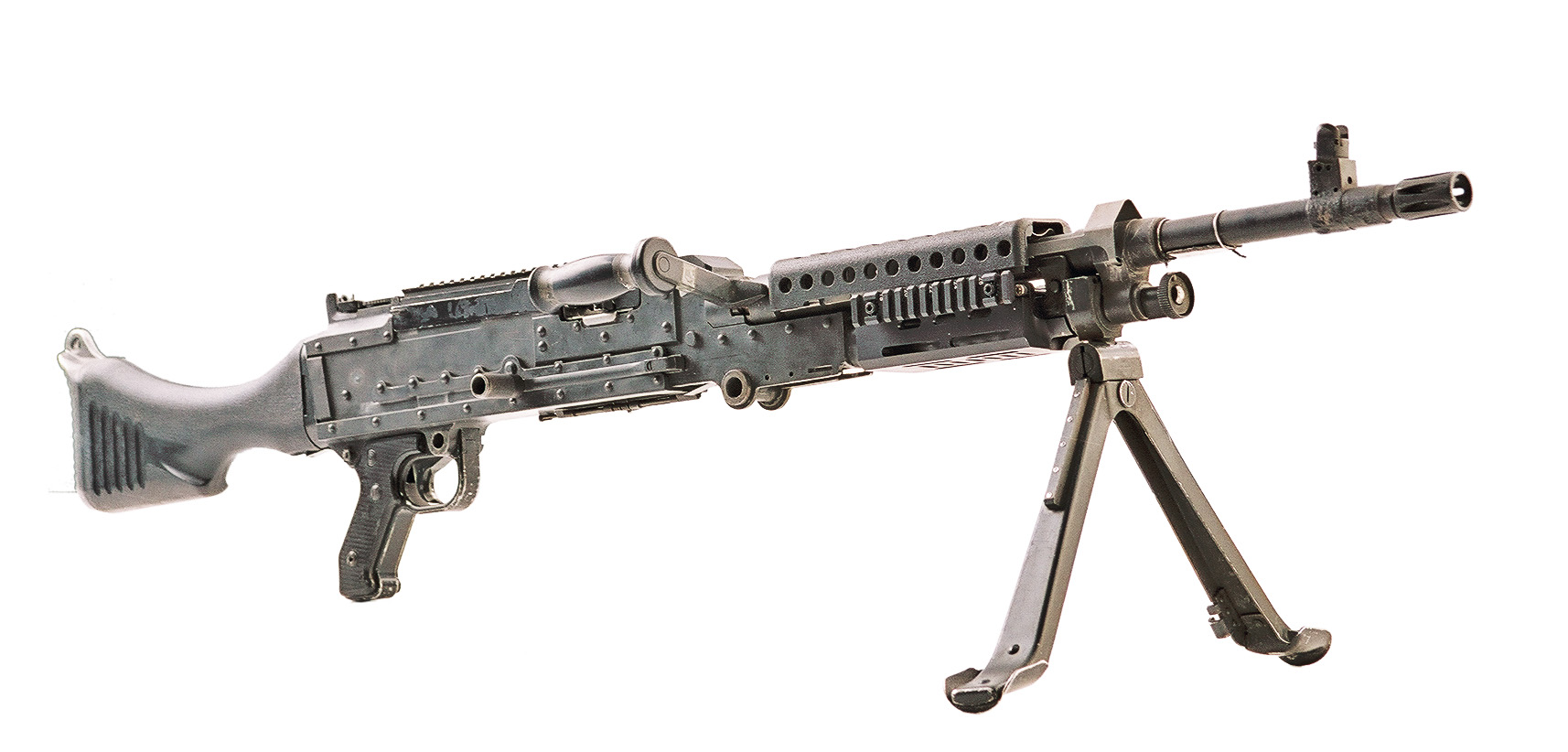
美軍的M240B通用機槍。
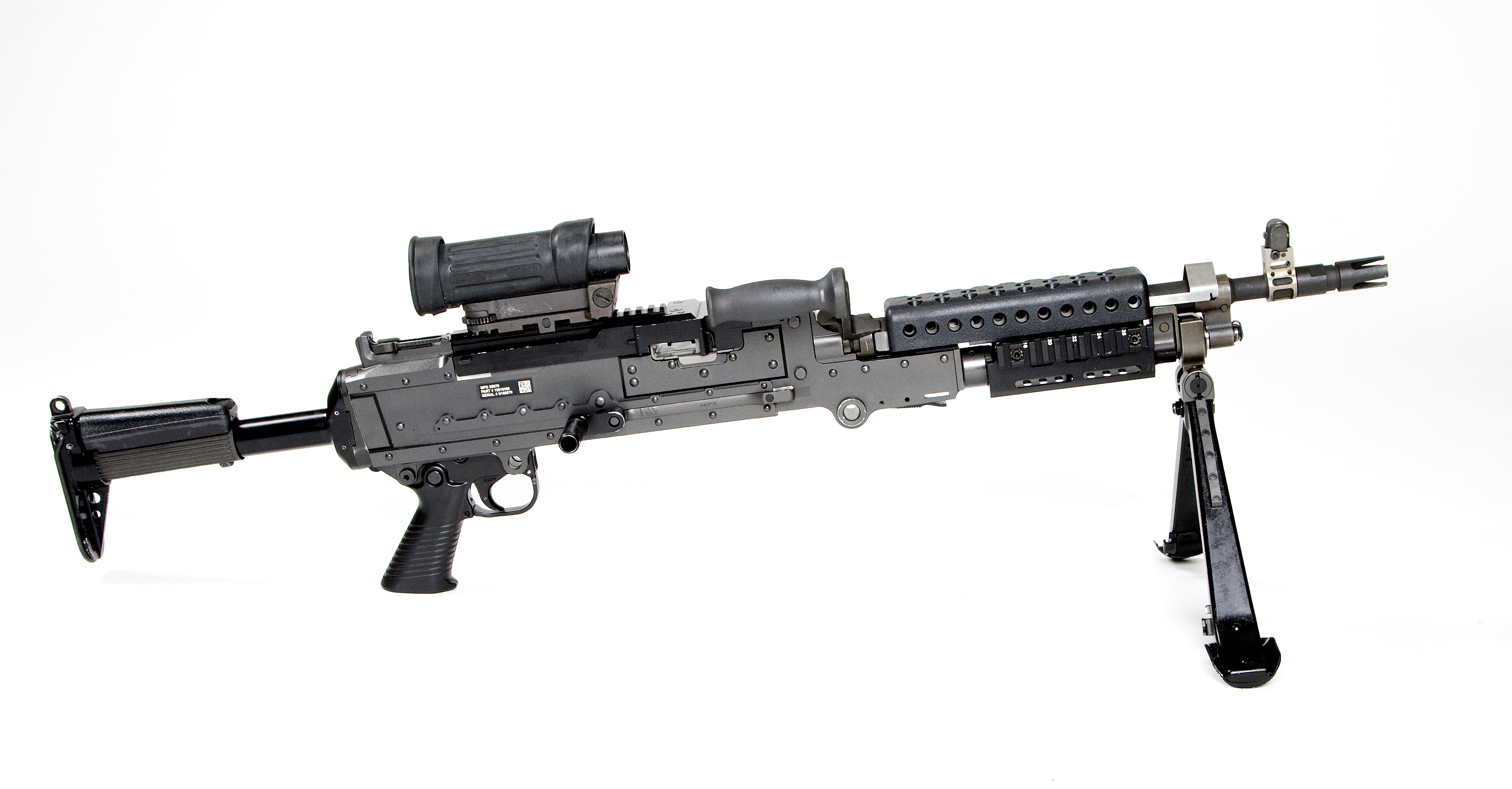
美軍的M240L通用機槍。
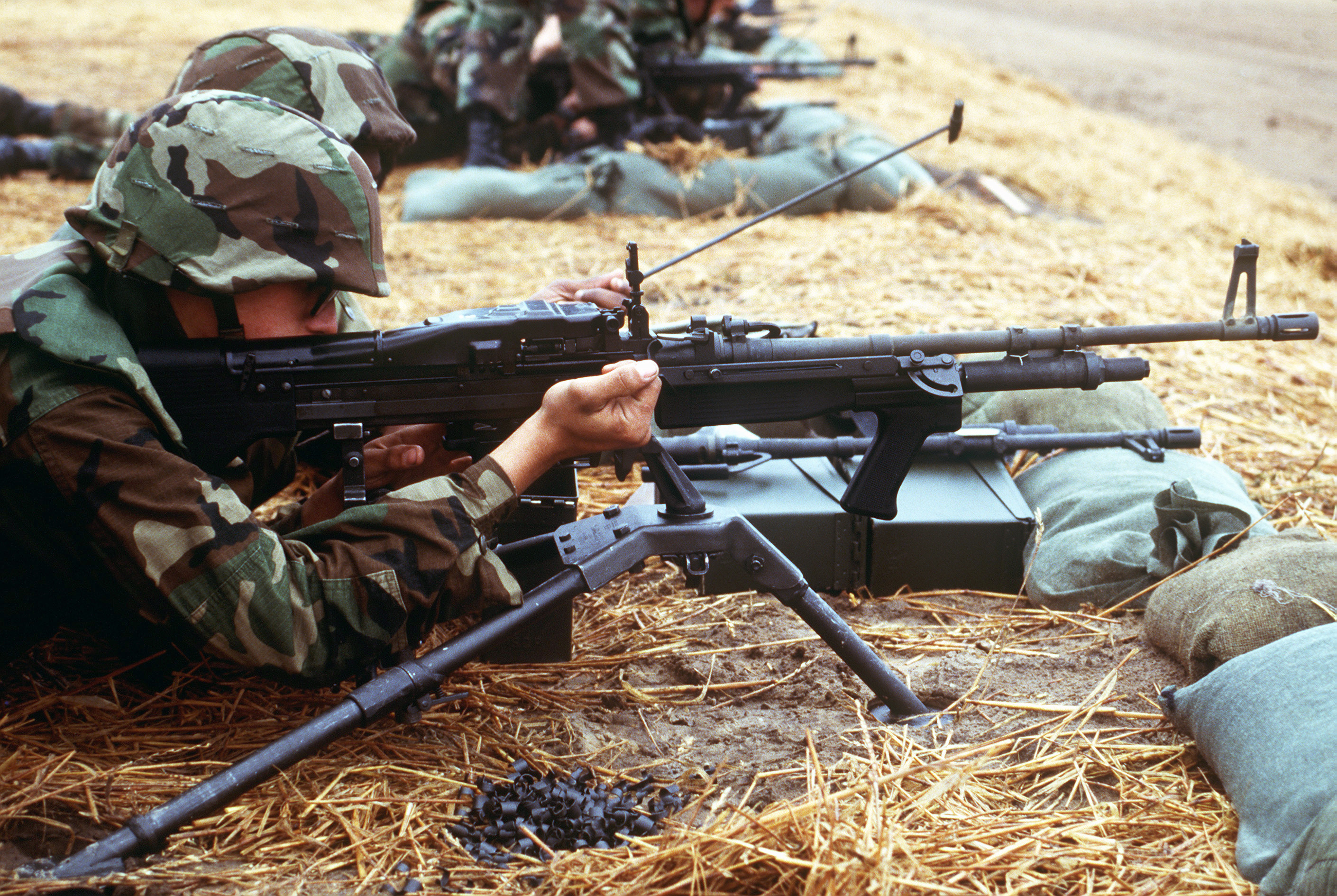
三腳架上的M60E3通用機槍。
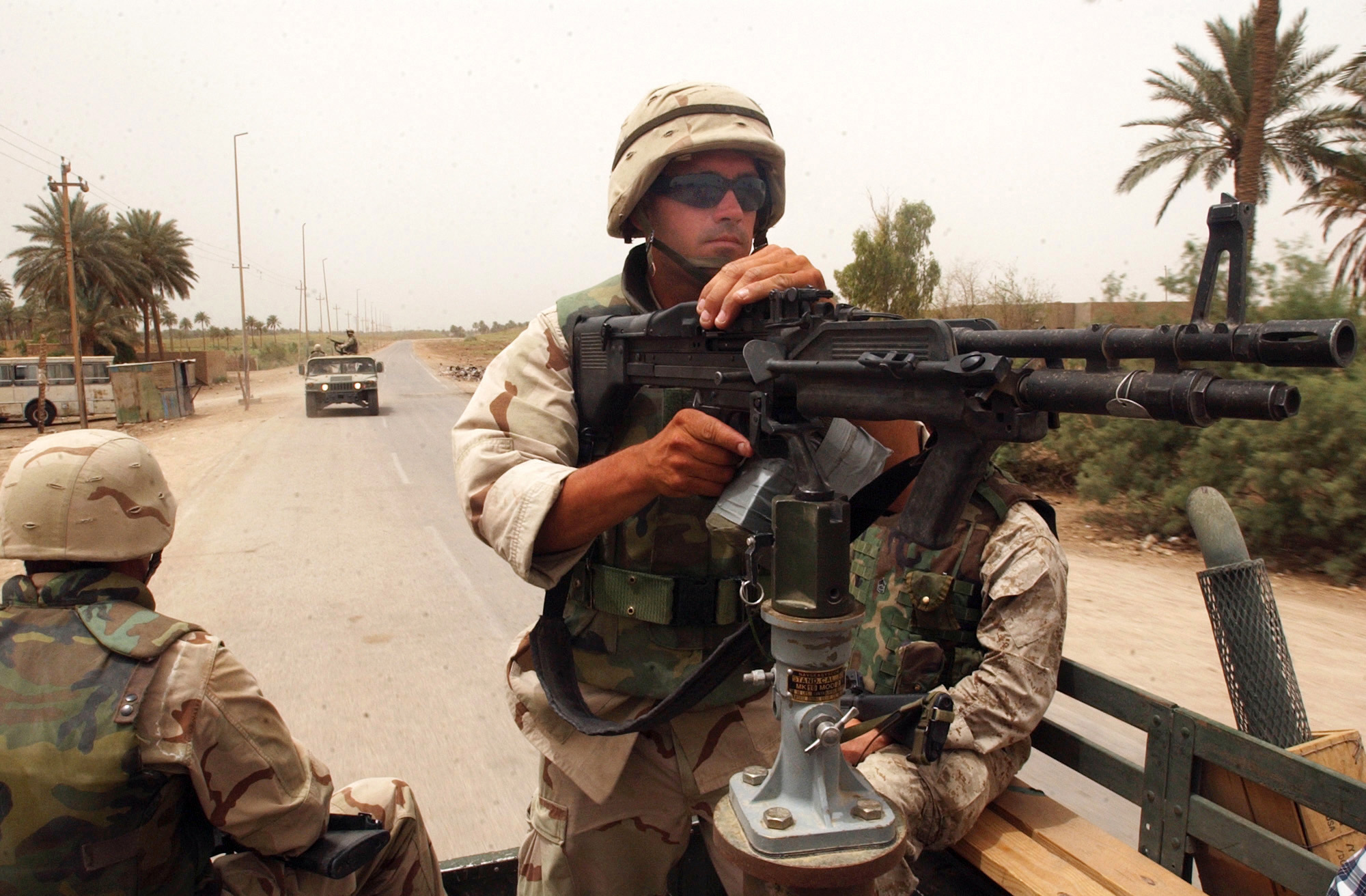
固定在車輛上的M60E4／Mk 43通用機槍。
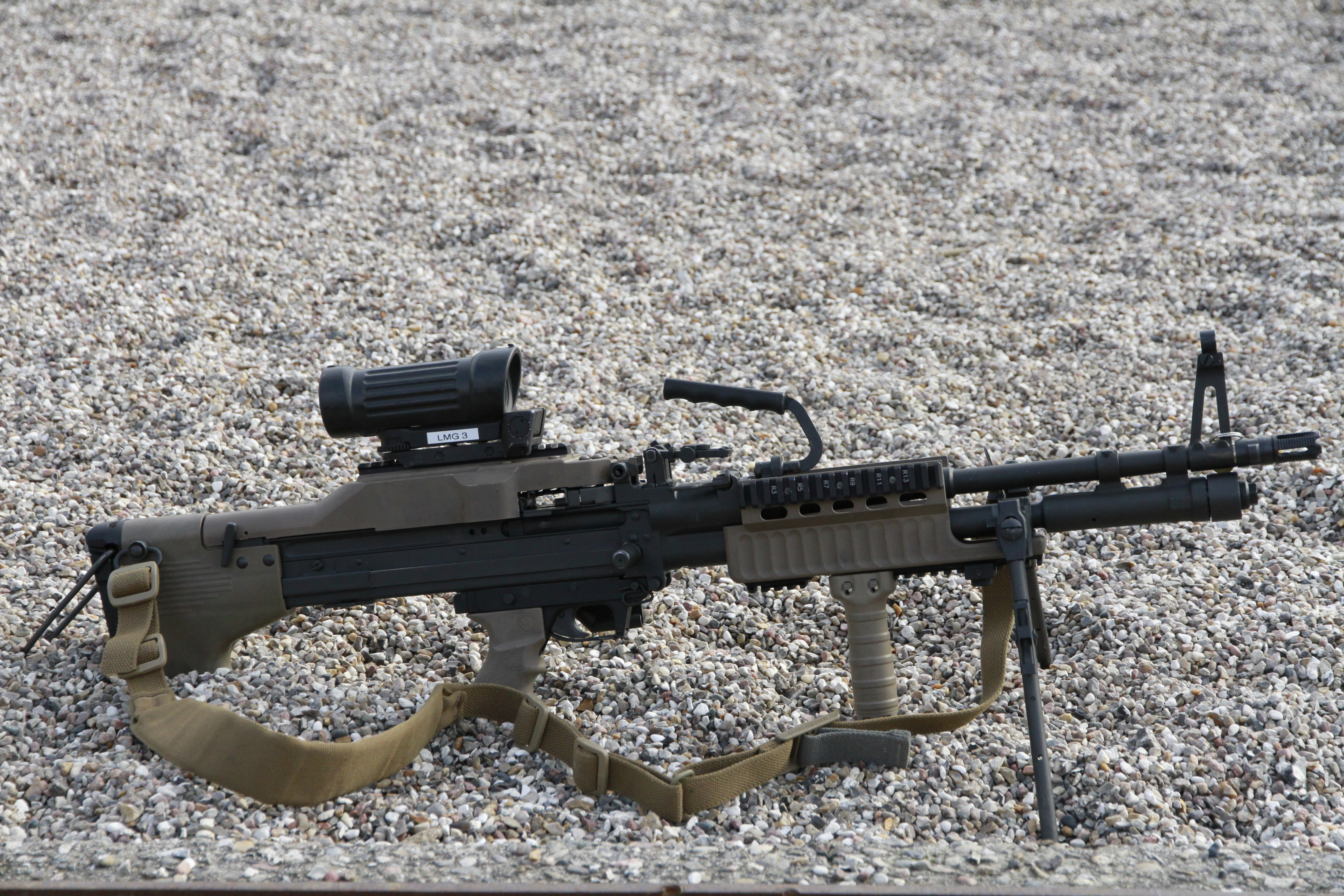
M60E6通用機槍。
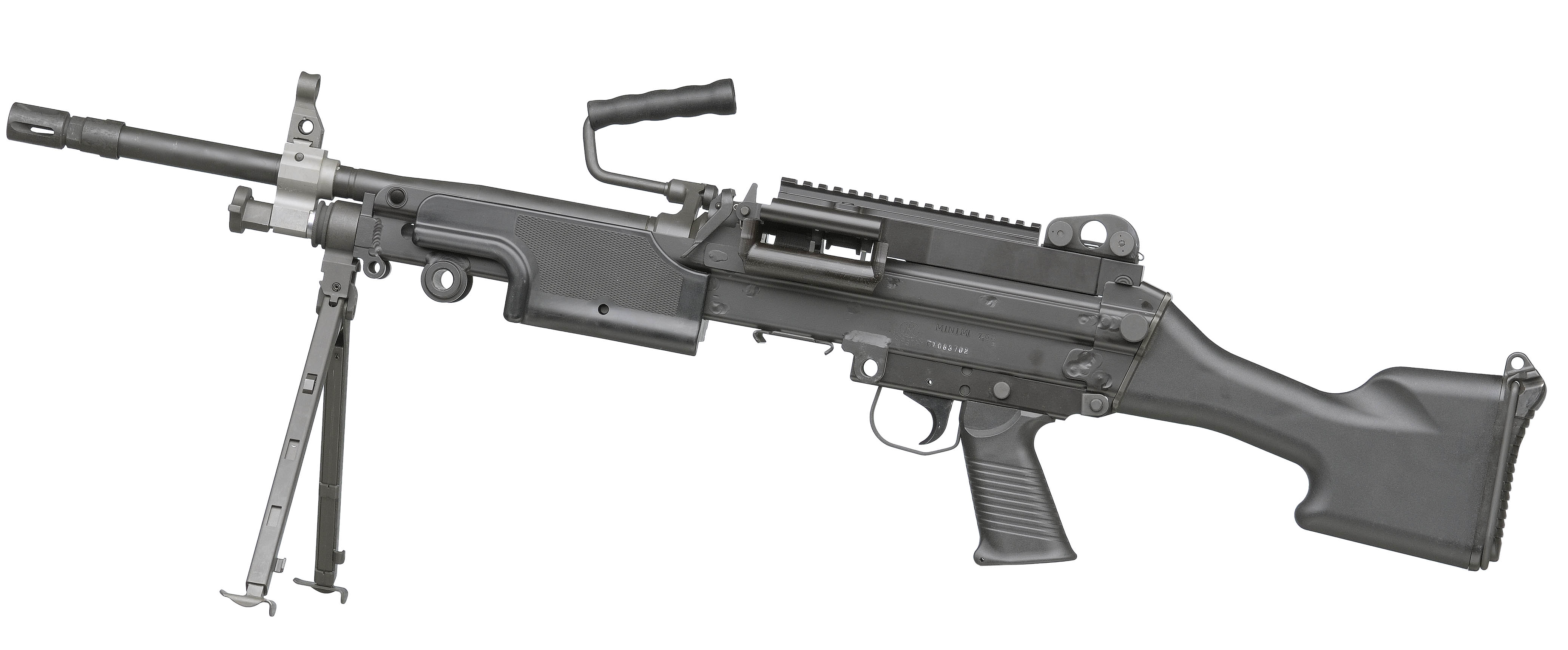
FN Minimi 7.62通用機槍。
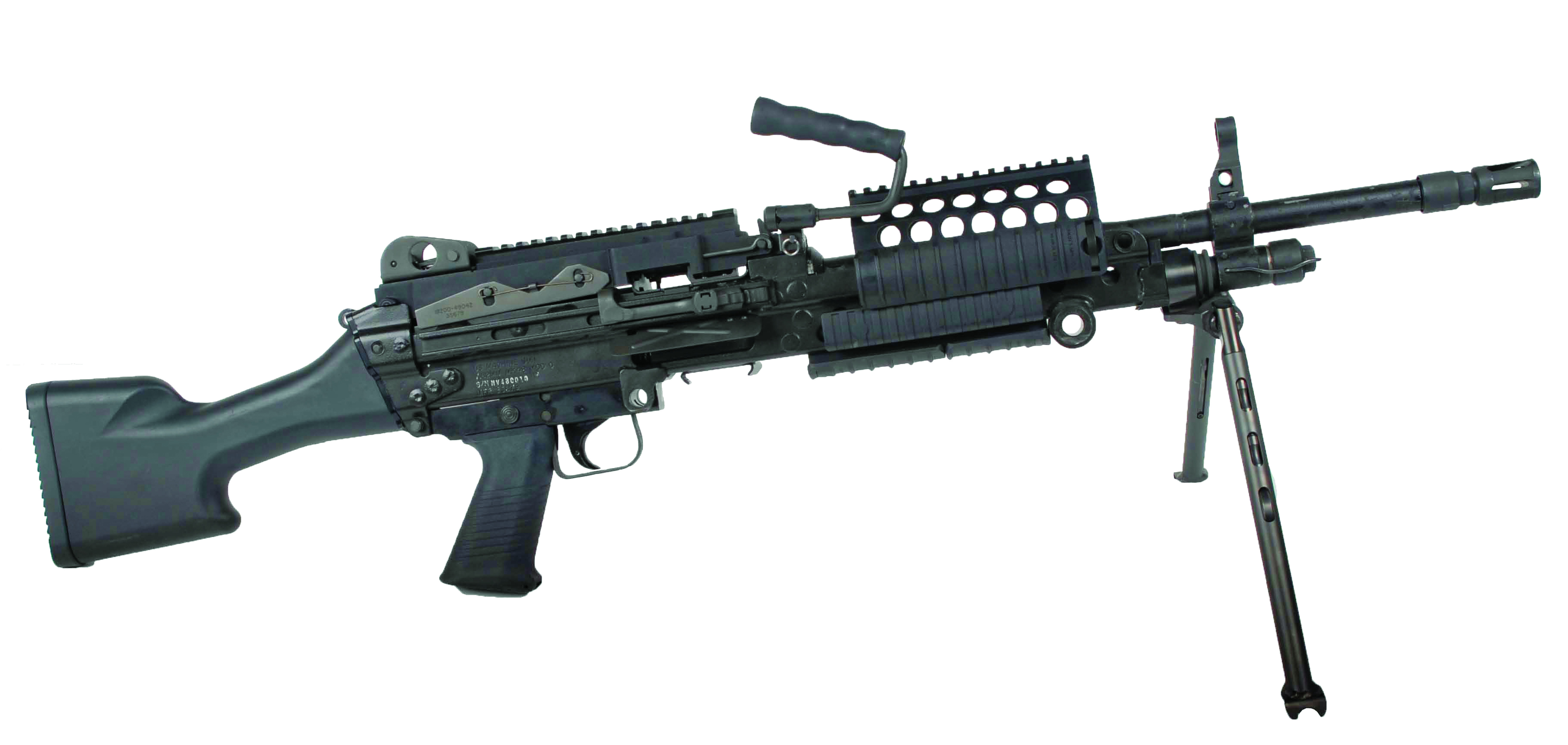
Mk 48 Mod 0輕量化機槍。
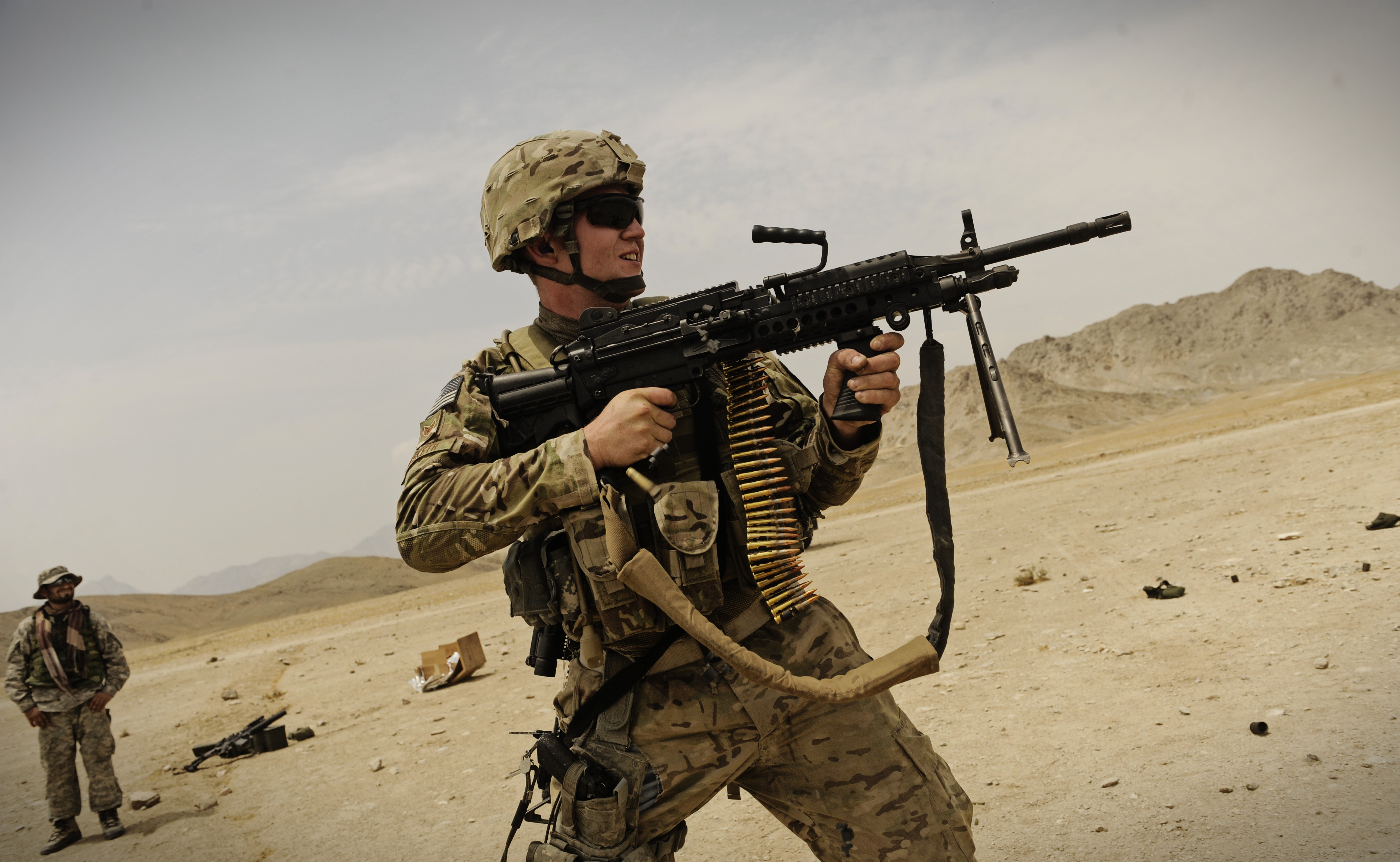
Mk 48 Mod 1輕量化機槍。
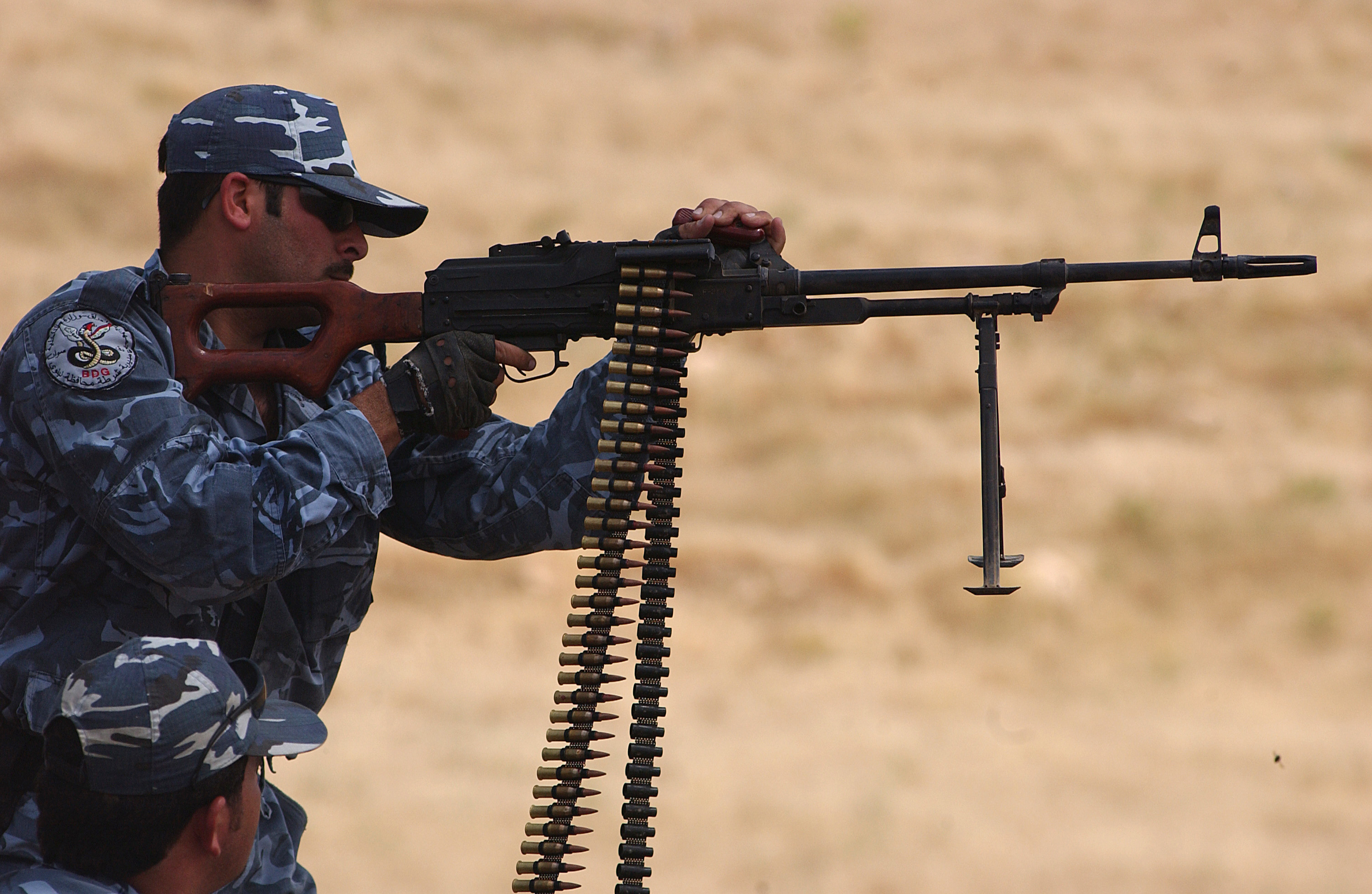
俄羅斯／蘇聯的PKM通用機槍。
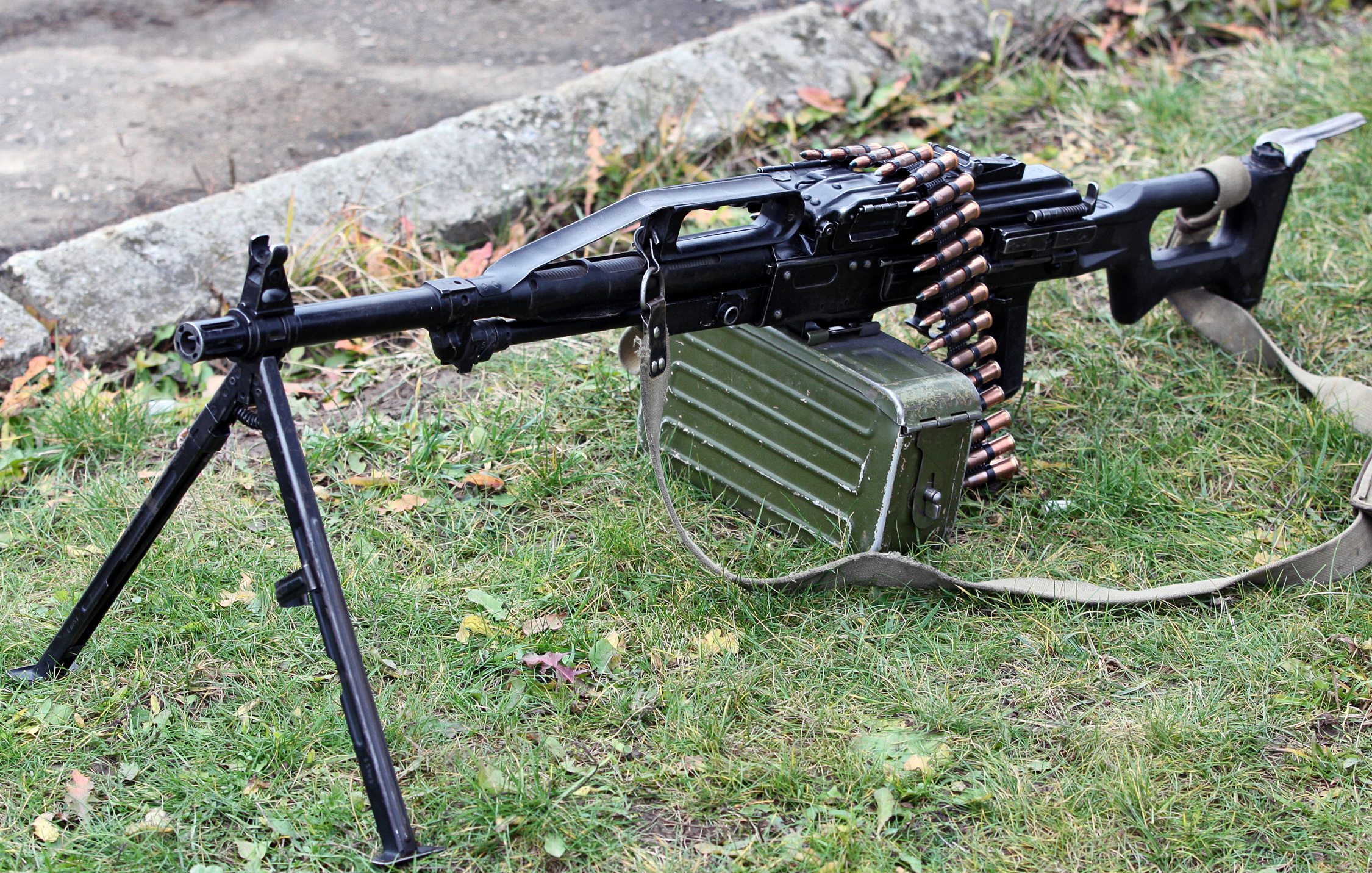
Pecheneg通用機槍。
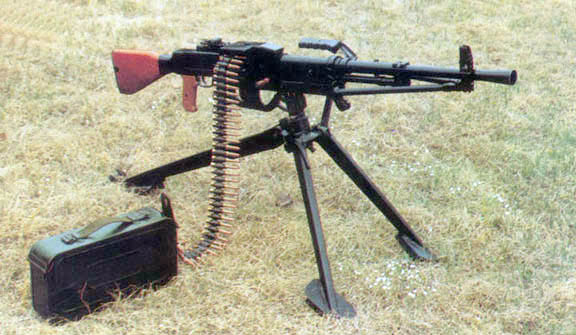
中華人民共和國的67-2式機槍。
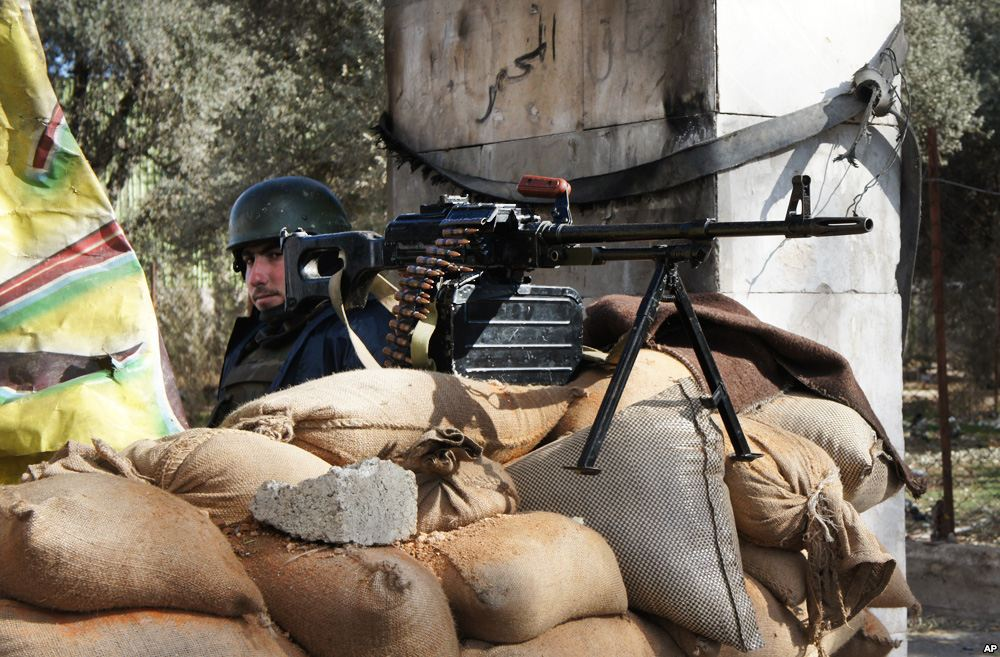
80式通用機槍。
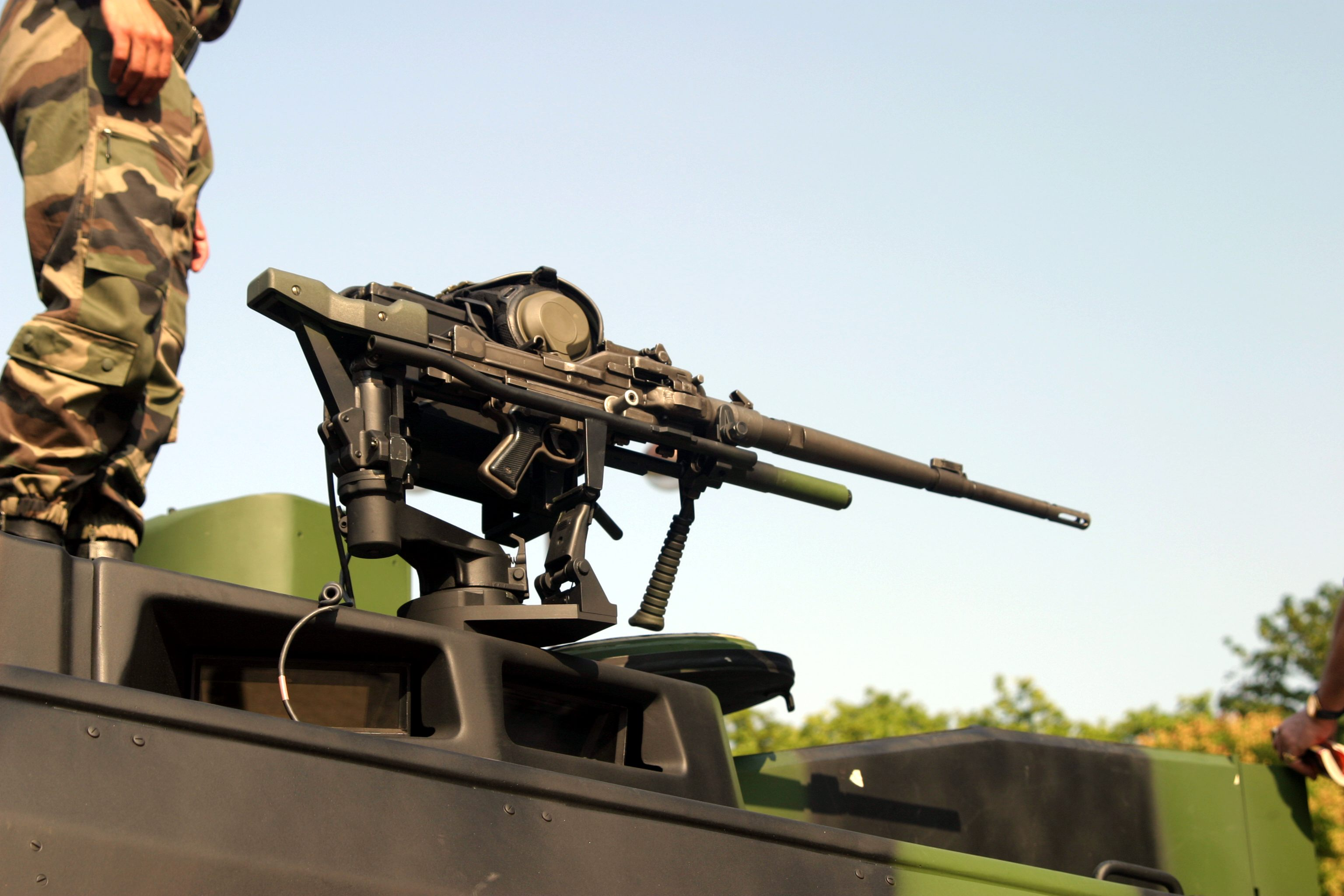
法國的AA-52通用機槍。
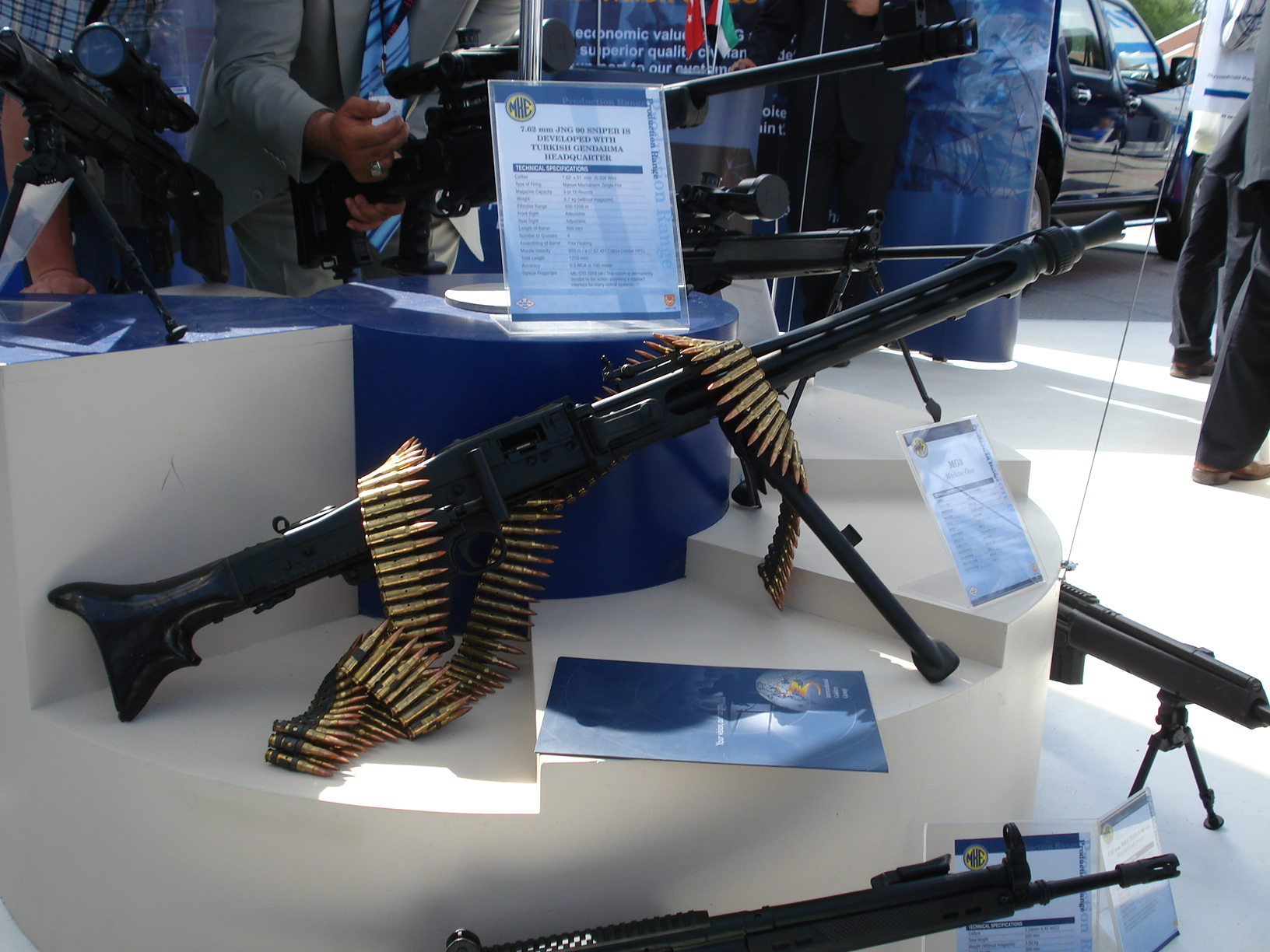
德國的MG3通用機槍（以MG42改進而成）。
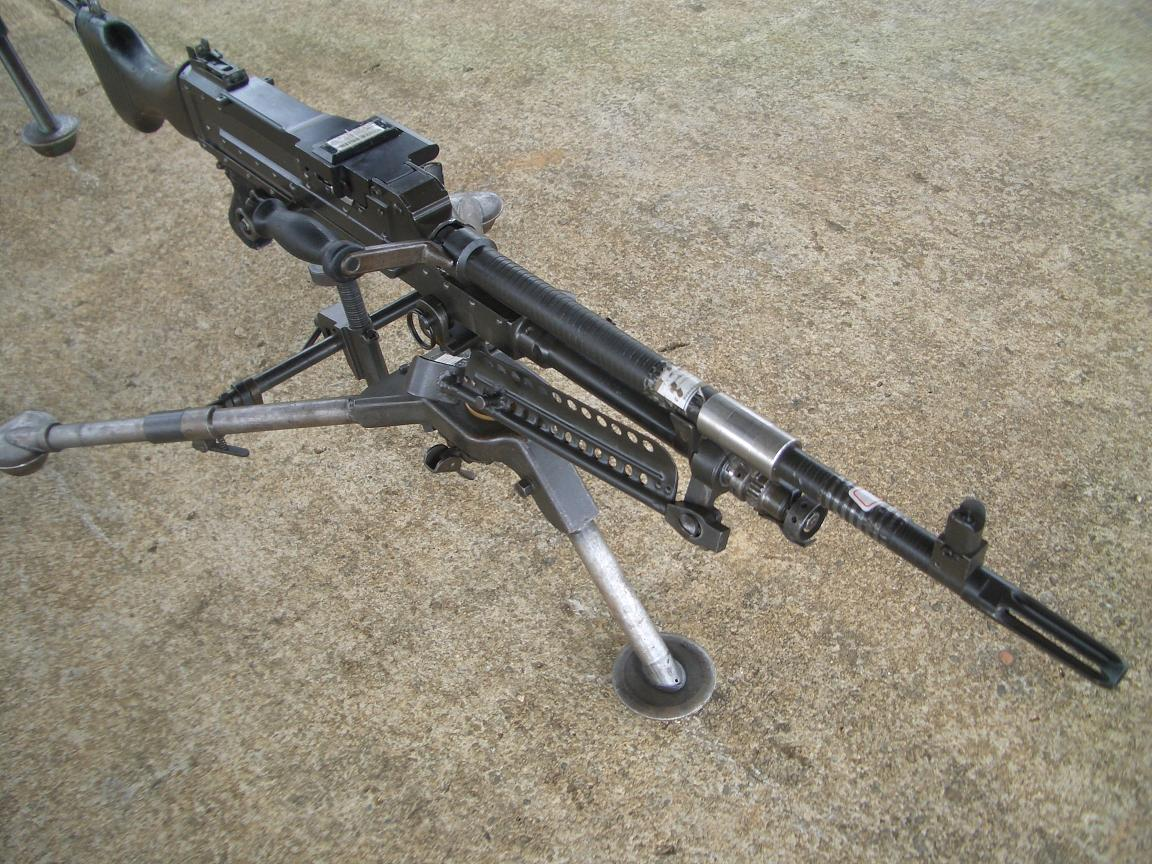
中華民國的T74排用機槍。
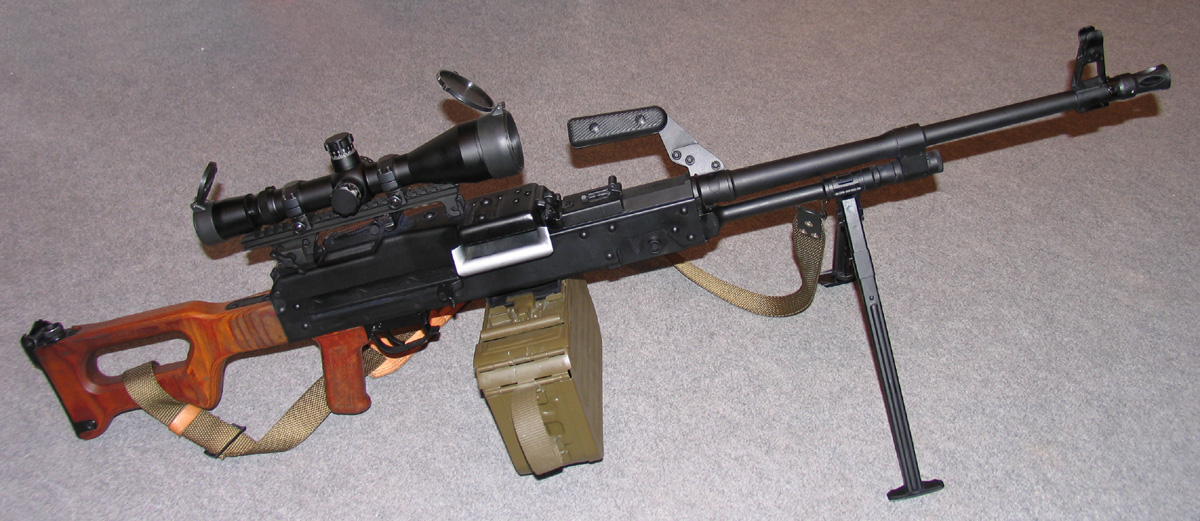
波兰的UKM-2000通用機槍。
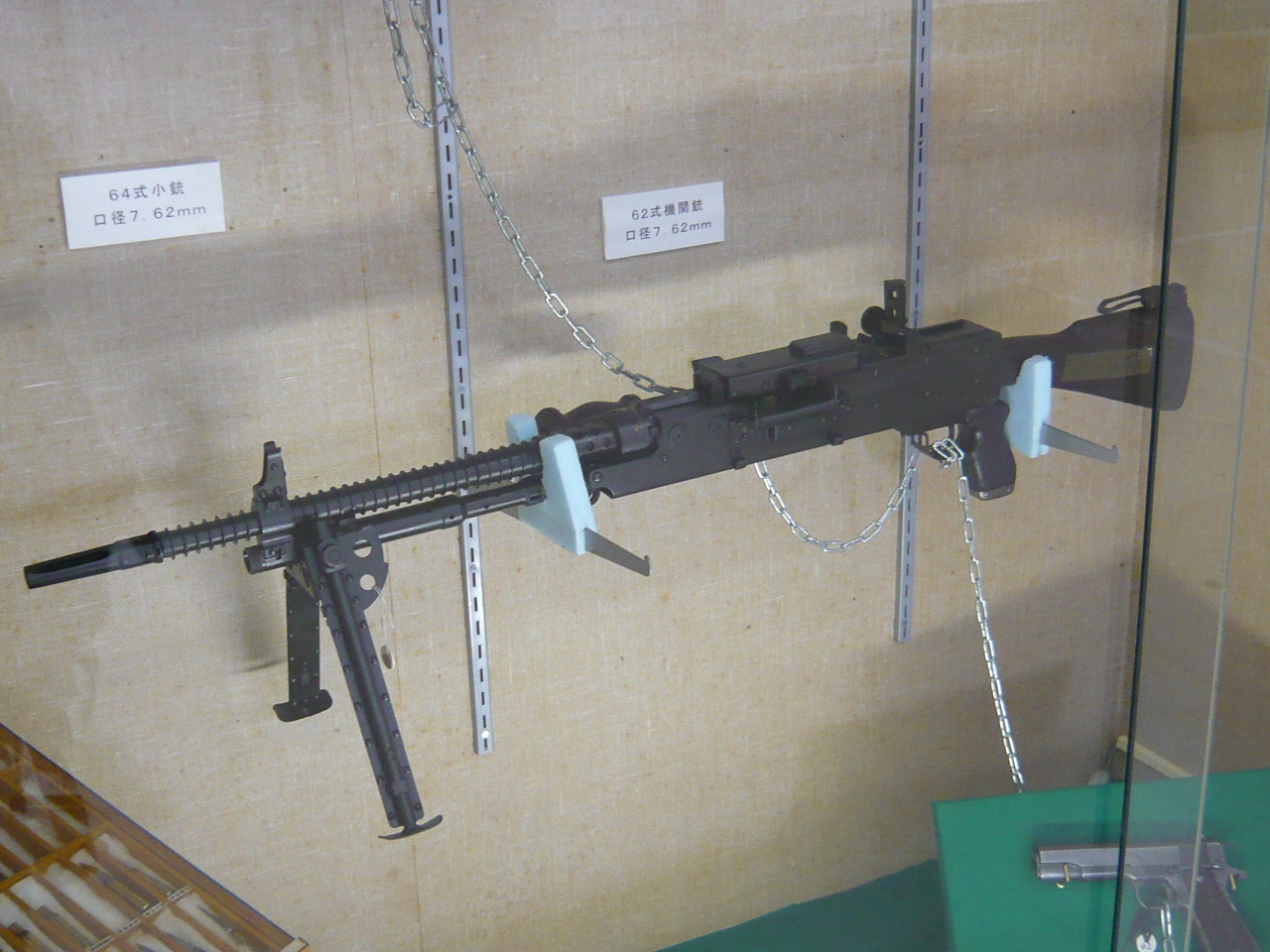
日本住友62式7.62公釐機槍。
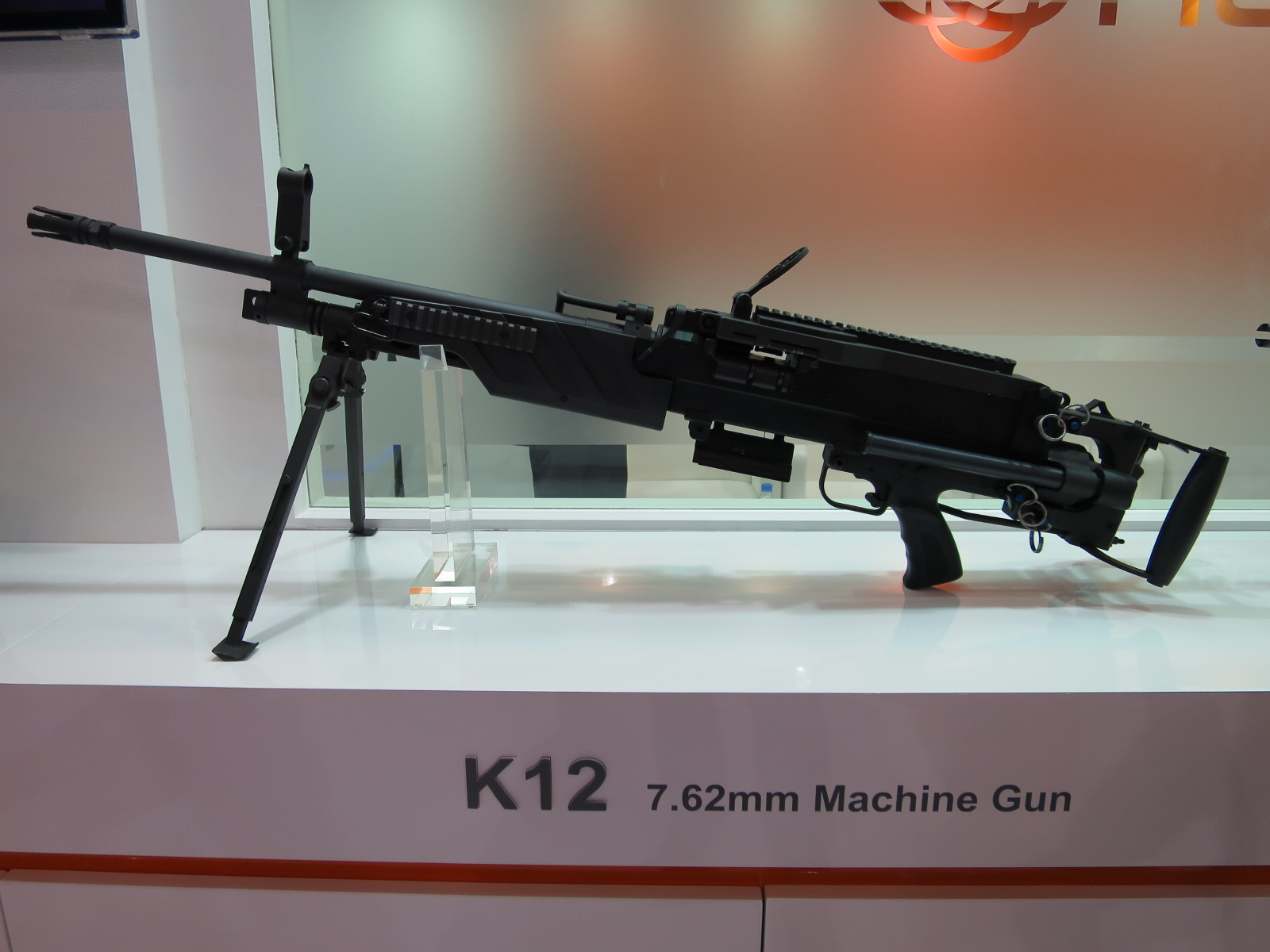
韓國大宇K12通用機槍。